# Hollyford Track

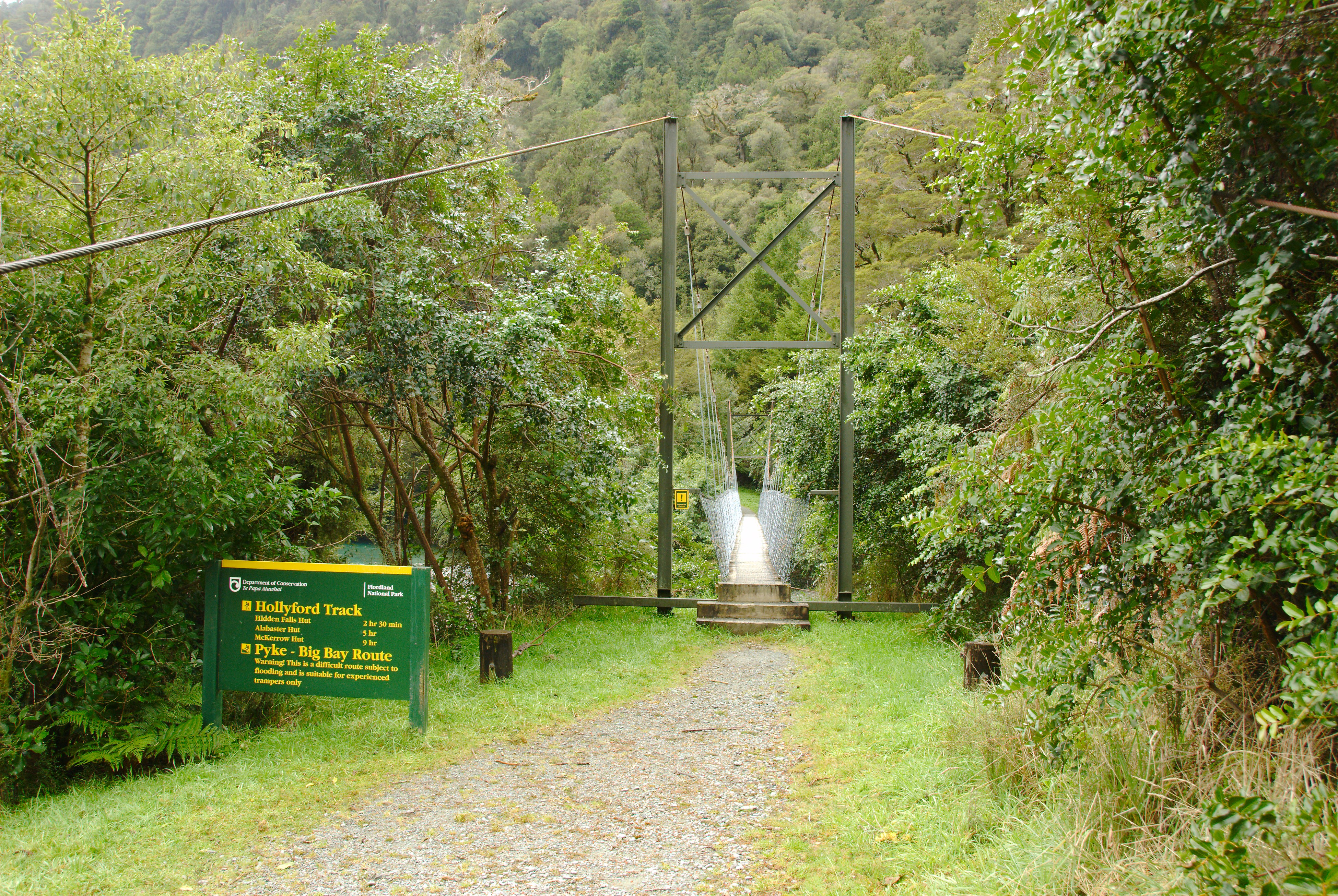
Beginn des Tracks am Hollyford River/Whakatipu Kā Tuka

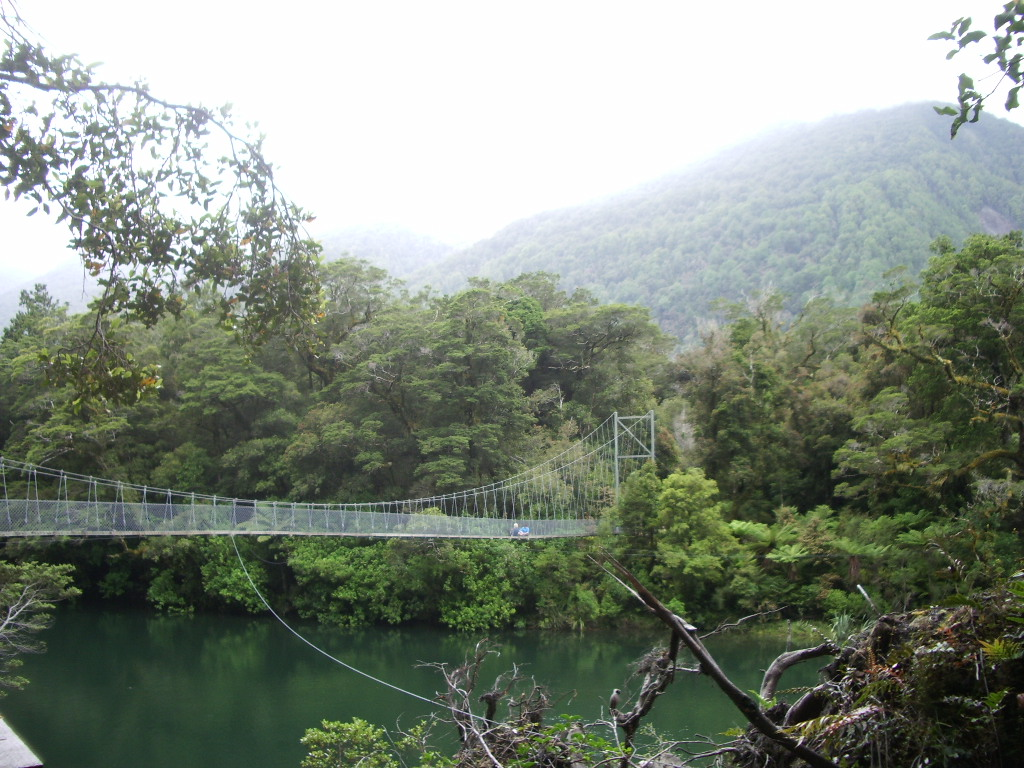
Brücke des Pfades über den Unterlauf des Pyke River

Der Hollyford Track ist ein Wanderweg im Südwesten der Südinsel Neuseelands. Er befindet sich im Norden von Fiordland und führt im Gegensatz zu den anderen großen Wanderwegen des Fiordlands durch ebenes, ganzjährig begehbares Gelände. Er folgt dem Tal des Hollyford River/Whakatipu Kā Tuka.

## Geschichte
Die Māori siedelten in der Gegend um die Martins Bay, bei der Ankunft der Europäer Mitte des 19. Jahrhunderts waren jedoch nur noch wenige von ihnen ansässig. Einer von ihnen war Tutoko, nach dem der Mount Tutoko benannt ist, der sich 2700 m über das Hollyford Valley erhebt.
Die Schafzüchter David McKellar und George Gunn hatten 1861 einen Teil des Tales kartiert. Der erste Europäer der die Martins Bay vom Landesinneren erreichte, war Patrick Caples im Jahre 1863. Im gleichen Jahr fuhr ein kleines Schiff unter Kapitän Alabaster über die Sandbank der Martins Bay den Lake McKerrow/Whakatipu Waitai hinauffuhr.
In den frühen Jahren der europäischen Besiedelung gab es Bestrebungen des Otago Provincial Council, einen Handelshafen an der Martins Bay anzulegen. Eine Siedlung – Jamestown – wurde vermessen und mehrere Häuser gebaut. Das Fehlen einer Straßenverbindung zum Rest der Provinz und die gefährliche Sandbank vor der Bucht führten zum langsamen Niedergang der Siedlung. 1879, nur 11 Jahre nach Gründung, war sie praktisch ausgestorben. Nur die Familie McKenzie verblieb nahe der Bucht. Sie verkaufte ihr Eigentum 1926 an Davy Gunn. Gunn betrieb weiter Farmwirtschaft, kartierte aber auch die Gegend und war ein Pionier des Wandertourismus. Er führte Wandergruppen entlang der Täler des Hollyford River/Whakatipu Kā Tuka, Pyke River und dessen Nebenfluss Cascade River. Nach seinem Tod 1955 führte sein Sohn Murray die Tätigkeit als Wanderführer fort und legte "Gunn's Camp", an, eine Raststelle für die Wanderer mit einem Laden und kleinem Museum, die sich nahe dem Südende des Tracks, etwa 10 km von der Straße zwischen Milford Sound/Piopiotahi und Te Anau.
Eine Schotterstraße wurde von beiden Seiten aus begonnen, 1941 wurden die Arbeitskräfte aber wegen des Zweiten Weltkrieges abgezogen. Nach dem Krieg wurde die Idee einer Straße zwischen Haast wieder aufgenommen. Zur Arbeit wurden Gefangene und Arbeitslose eingesetzt. 1960 wurde das Hollyford Valley Teil des Fiordland National Park und Davy Gunn's wurden seitdem ausgebaut und Wanderhütten errichtet.

## Der Track
Der Hollyford Track ist 56 Kilometer lang. Er verläuft grob in Süd-Nord-Richtung. Das südliche Ende ist über eine Straße östlich des Homer Tunnel erreichbar, das Nordende befindet sich an der Küste der Tasmansee an der Martins Bay, nördlich des Milford Sound/Piopiotahi.
Der Pfad folgt weitgehend auf der rechten Flussseite dem Verlauf des Tales desHollyford River/Whakatipu Kā Tuka. Der Track führt an zwei Seen entlang, dem Lake Alabaster/Wāwāhi Waka und dem Lake McKerrow/Whakatipu Waitai durch die Wälder des Tieflandes mit Blick auf die umgebenden Berge. Vom Pfad können Robben, Pinguine und Reiher beobachtet werden.
Am Track befinden sich mehrere Hütten des Department of Conservation. Es gibt auch geführte Wanderungen, die von der Tourismusorganisation der Ngai Tahu, dem Hauptstamm der Maori auf der Südinsel angeboten werden., diese nutzen eigene Lodges am Pyke River und der Martins Bay. Diese dreitägigen geführten Touren kombinieren Wandern, Jetbootfahrten und Hubschrauberflüge. Einige Wanderer, die den Pfad eigenständig wandern, nutzen die Jetboote und Helikopter für den Rückweg.
Der 2–3-tägige Abschnitt vom Pyke River zur Martins Bay entlang des Lake McKerrow/Whakatipu Waitai ist als „Demon Trail“ („Dämonentrail“) bekannt. Das schwierig zu begehende Gelände ist hier uneben und sumpfig, zahlreiche schnell fließende Zuflüsse müssen überquert werden. Die kommerziellen Führungen umgehen diesen Abschnitt mit dem Jetboot.

## Straßenbauprojekte
Es gab seit den 1870er Jahren mehrere Projekte zum Bau einer Straße von der Umgebung des Tracks nach Haast und zur Milford Sound/Piopiotahi.
Im Jahre 2001 publizierte eine weit verbreitere Zeitung in einer Werbebeilage "The South Island Loop" Werbung für die Hollyford Road und eine Straße in der Umgebung des Heaphy Track. Bürgermeister der Südinsel und andere Unterstützer drängten zum Bau der Straßen. Forest and Bird, Neuseelands größte Naturschutzorganisation, nannte dies das „biologische Äquivalent einer Zerstörung der Mona Lisa“. Im Januar 2010 bestätigte die Regierung, dass man den Vorschlag der Hollyford road prüfe. Der Westland District Council und der Besitzer einer Hotelkette unterstützten die Pläne. Die Pläne wurden im März 2010 für unbestimmte Zeit auf Eis gelegt, als die Regierung die Investition als von geringer Priorität einstufte.

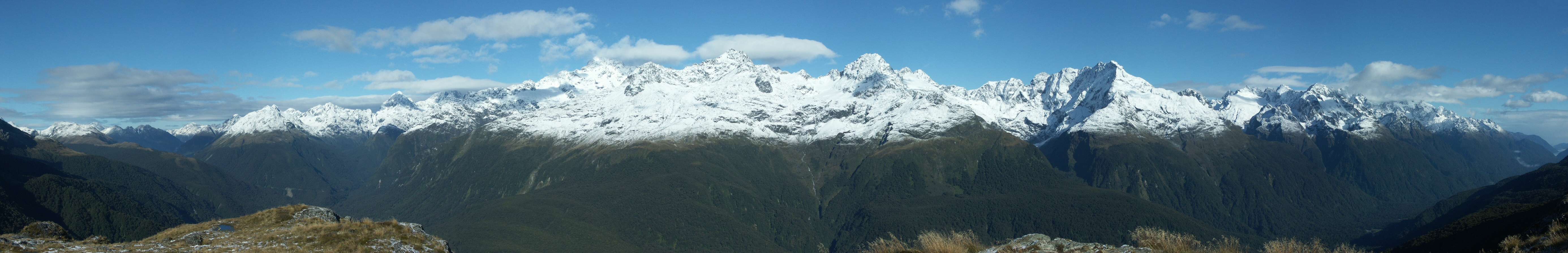
Hollyford Valley vom Routeburn Track aus gesehen